# Калуга (рыба)
Калу́га (лат. Huso dauricus) — пресноводная рыба рода белуг, семейства осетровых. В XVIII веке известна как колушка. Обитает в умеренном поясе в бассейне Амура между 55° с. ш. и 43° с. ш. Встречаются на глубине до 50 м. Максимальная зарегистрированная длина 560 см. В прошлом ценная промысловая рыба.

## Описание
Длина до 5,6 м (не исключено существование в прошлом 6-метровых особей), весит до 1 т. Жаберные перепонки, сросшиеся между собой, образуют под межжаберным промежутком свободную складку. Рыло заострённое, короткое, коническое, с боков уплощено; нижняя губа прерывистая, рот полулунный, крупный, занимает всю нижнюю поверхность рыла и частью заходит на бока головы. Усики с боков сжаты, листовидные придатки отсутствуют.
В первом спинном плавнике 43—57 лучей; в анальном 26—35; спинных жучек 10—16, боковых — 32—46, брюшных — 8—12; жаберных тычинок 16—20. Первая спинная жучка самая крупная. Помимо жучек тело покрыто костяными зёрнышками, а иногда более крупными округлыми пластинами.
Дорсальная поверхность тела серо-зеленоватая, брюхо белое.

## Распространение
Распространена калуга в бассейне Амура (включая лиман), встречается в Аргуни и Шилке, в Сунгари и Уссури исчезла из-за китайского промысла. Известны единичные находки молодых мигрирующих особей в прибрежных водах Охотского моря (п-ов Камчатка, о. Хоккайдо, о. Сахалин). Основное место нагула рыбы — Амурский лиман.

## Образ жизни

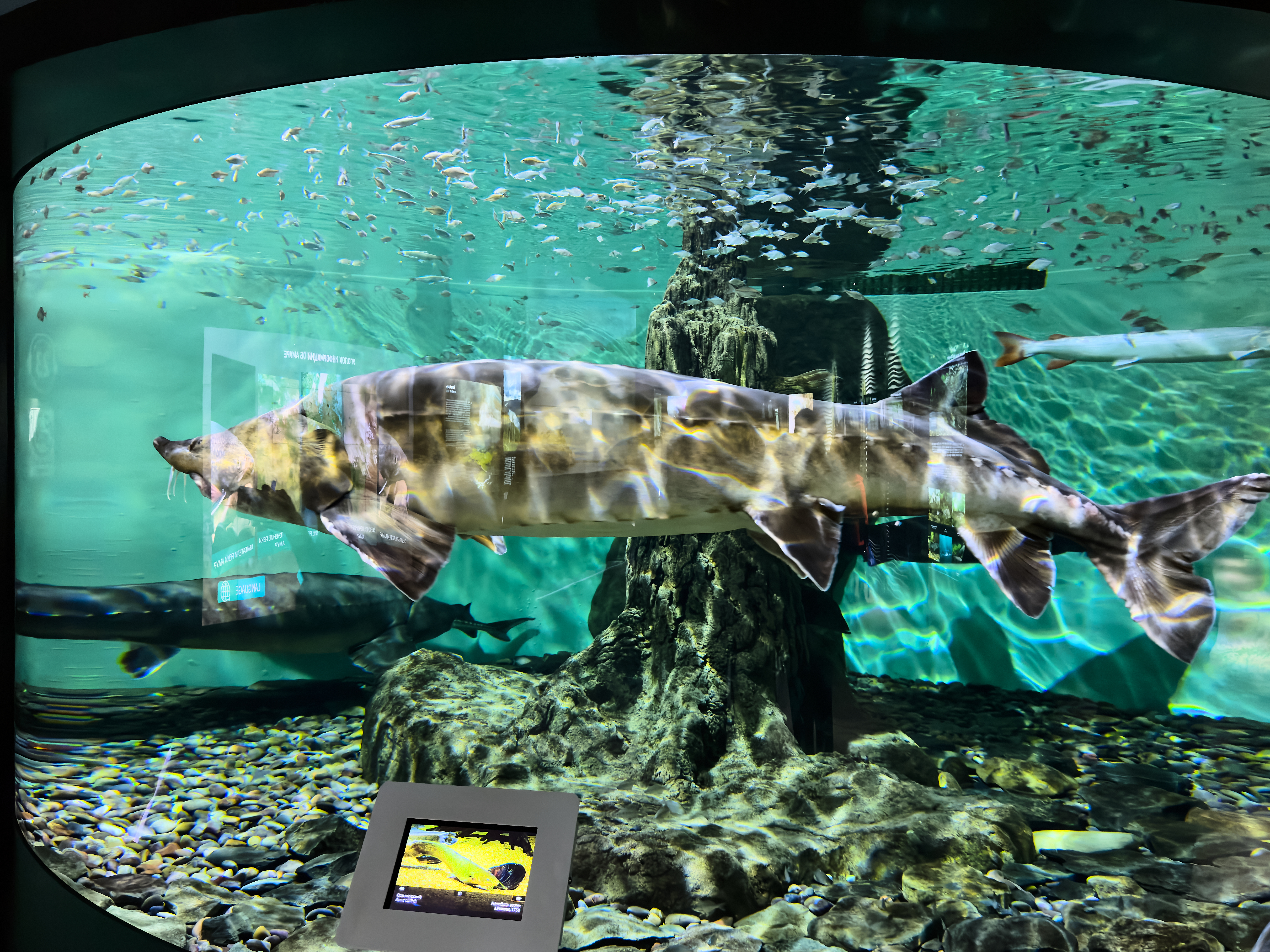
В Приморском океанариуме

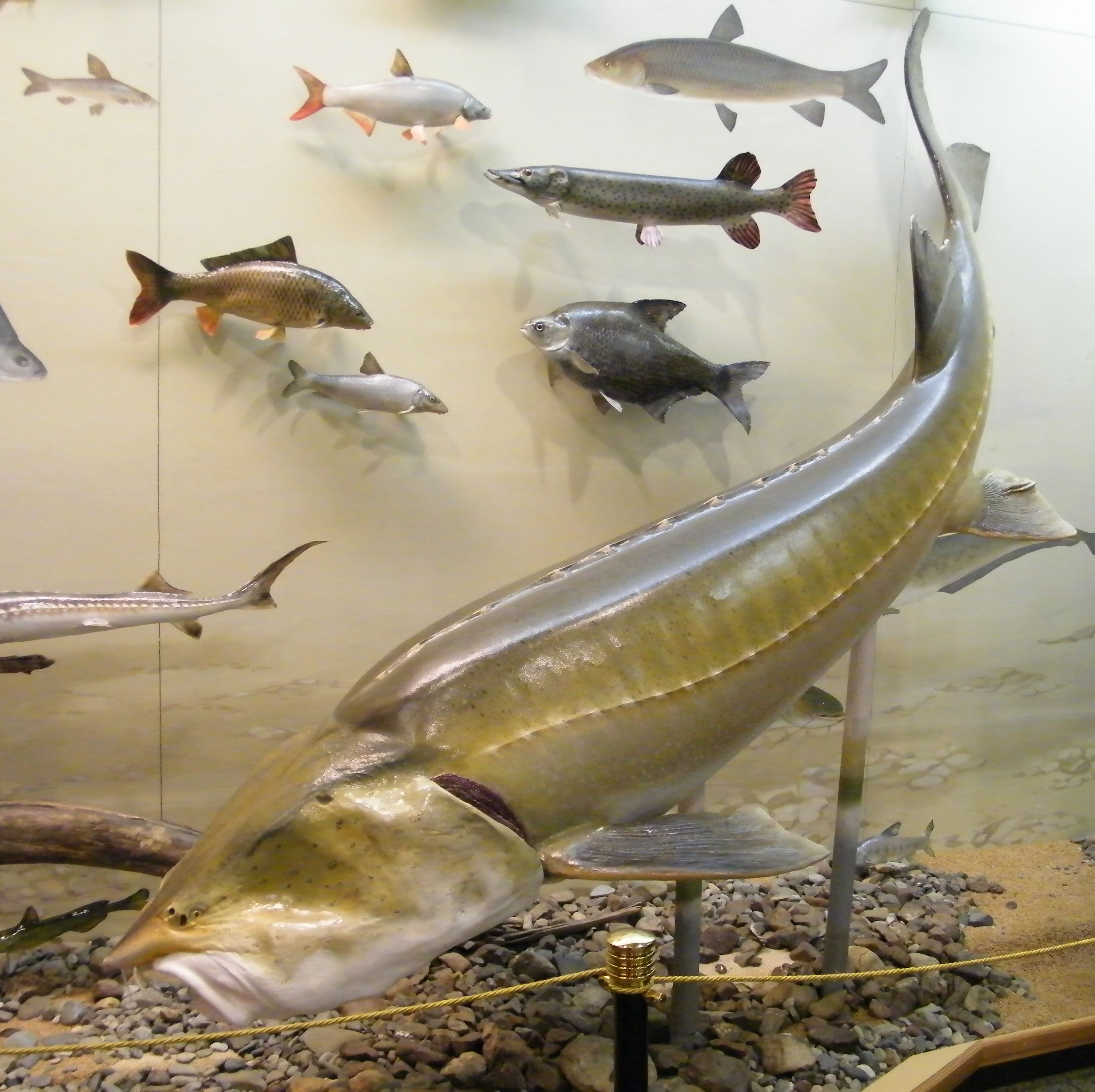
Калуга в Хабаровском краевом музее имени Н. И. Гродекова

Различают проходную, лиманную, быстрорастущую калугу, поднимающуюся для нереста в Амур из лимана, и жилую амурскую калугу, не совершающую больших передвижений по Амуру и никогда не спускающуюся в лиман. Перед нерестом немного поднимается вверх по реке. Половозрелой калуга становится по достижении длины 230 см и не ранее 16—17-летнего возраста, главным образом в 18—22 года. Она достигает возраста 48—55 лет, длина до 5—6 метров и веса до 1200 кг. К примеру в мае 2012 года китайскими рыбаками в Амуре была выловлена калуга весом более 600 кг. В мае 2015 года также китайским рыбакам удалось поймать 53-летнюю калугу весом 350 кг. В 2018 году в сети появилось видео богатого улова в китайском городе Фуюань. Её вес — 514 килограммов, длина — более трех с половиной метров, а возраст — около 100 лет. Видео опубликовал на Youtube китайский международный новостной телеканал CCTV+.
Обычный промысловый вес от 150 кг. 
Плодовитость от 665 тыс. до 4100 тыс. икринок, средняя — 1,5 млн икринок. Нерестилища калуги ранее были разбросаны от Шилки до Тыра. По данным китайских биологов (2004 г.), сейчас половозрелая калуга выше Благовещенска не поднимается. Нерест происходит в мае — июле.
Калуга нерестится на галечниковом или песчаном грунте. Между первым и вторым проходит около четырёх лет, между последующими нерестами промежуток увеличивается до пяти лет. Масса икры перед нерестом составляет 15—25 % общей массы тела.
Икра донная, приклеивается к субстрату, диаметр 2,5—4 мм. Период эмбрионального развития при температуре воды 18,3 °С длится около 108 ч, а при температуре 9—10 °С — 15—16 сут. Длина выклюнувшихся эмбрионов 11,8 мм. На смешанное питание они переходят, достигнув длины около 20 мм через 8 суток после выклева при температуре воды 20,5 °С и через 16 суток при температуре 15 °С.
К концу осени мальки достигают длины 20—30 см и массы 17—97 г. Средняя длина в возрасте 1 года 33 см, средняя масса около 150 г. В лимане Амура и нижнем участке Среднего Амура калуга растет быстрее, чем на других его участках. Большинство самок калуги становится половозрелыми в возрасте 20—22 лет при длине 230—250 см и массе более 100 кг, самцы — в возрасте 17—20 лет при длине 220—240 см и массе свыше 80 кг. Соотношение полов среди неполовозрелых рыб примерно равно; среди взрослых особей преобладают самки (около 70 %).
| Возраст, годы | Амурский лиман | Амурский лиман | Нижне-Тамбовское | Нижне-Тамбовское | Елабуга   | Елабуга   | Петровское | Петровское |
| Возраст, годы | Длина, см      | Масса, кг      | Длина, см        | Масса, кг        | Длина, см | Масса, кг | Длина, см  | Масса, кг  |
| ------------- | -------------- | -------------- | ---------------- | ---------------- | --------- | --------- | ---------- | ---------- |
| 2—4           | 70             | 2,0            | 66               | 1,5              | 78        | 2,8       | 73         | 2,4        |
| 5—7           | 110            | 9,3            | 89               | 3,5              | 110       | 7,1       | 110        | 9,8        |
| 8—10          | 147            | 22,3           | 106              | 7,2              | 126       | 11,2      | 150        | 26,6       |
| 11—13         | 178            | 43,3           | 114              | 9,3              | 149       | 19,0      | 175        | 44,6       |
| 14—16         | 208            | 72,0           | 136              | 13,3             | 173       | 32,2      | 195        | 63,7       |
| 17—19         | 232            | 95,7           | 175              | -                | 187       | 44,5      | 220        | 89,4       |
| 20—22         | 248            | 132,6          | 183              | 41,3             | 223       | 79,6      | 247        | 125,3      |
| 23—25         | 261            | 152,0          | -                | -                | 267       | 134,3     | 260        | 150,0      |

### Питание
Мальки питаются личинками комаров и подёнок, креветками, мизидами; годовики и старше — рыбой (пескарями, молодью косаток и др. рыб). В дальнейшем калуга поедает амурского чебака, сазана, толстолобика, белого амура, кету, горбушу и миногу, во время нерестового хода — последние три вида рыб. В лимане Амура, кроме проходных лососей и миноги, питается креветками, сельдью, корюшкой, сигом и молодью наваги и камбалы, а также до начала хода горбуши наблюдается каннибализм. Зимой питание не прекращается.

## Паразиты
Известно 16 видов паразитических червей: 7 видов трематод (Acrolichanus auriculatus, Azygia lucii, A. robusta, Bucephalus skrjabini, Derogenes varicus, Isoparorchis hypselobagri, Tubulovesicula lindbergi), 6 видов нематод (Anisakis simplex, Ascarophis argumentosus, Camallanus cotti, Contracaecum adunctum, Cucullanus lebedevi, а также неопределённый вид из рода Porrocaecum) и по одному виду моногеней (Diclybothrium armatum), цестод (Amphilina japonica) и скребней (Paracanthocephalus tenuirostris).

## Использование человеком
В прошлом ценная промысловая рыба. Максимальный улов составлял в конце XIX века около 600 тонн, средний годовой улов в 1953—1957 гг. — 200 тонн. Калугу в Китае промышляют крупноячейными сетями (аханы). Применявшаяся ранее крючковая самоловная снасть в 50-х годах запрещена. Изредка крупная калуга попадается в качестве прилова при лове частиковых и проходных лососевых рыб в Амуре плавны́ми сетями. Вся добываемая калуга потреблялась в районах лова. Мясо употребляют в основном в свежем виде. Мясо и икра калуги, выращенной в прудовых хозяйствах (по официальным данным), предлагается в Китае на продажу, в том числе на экспорт.

### Численность и лимитирующие факторы
Точных данных о численности в последние годы нет, в Красной книге России предполагается существование в природе около 2000 особей старше 2 лет. По данным российской и международной Красной книги, популяция калуги продолжает сокращаться из-за загрязнения Амура, нелимитированного промыслового лова китайскими рыбаками и браконьерской добычи в России (российскими и китайскими рыбаками). Промысел в российских водах с 1958 года запрещён, в китайских водах промысловый лов калуги и других осетровых легализован (лицензируется государством).
В низовьях рек западной Камчатки встречается единично, но, по-видимому, регулярно. Численность её здесь, вероятно, определяется общим состоянием популяции лиманной формы в бассейне Амура.

### Охрана
- Вид занесён в Красную книгу России.
- Вид занесён в международную Красную Книгу.

С 1958 года действует запрет на промысел калуги в российских водах, регулируемый промысел был возобновлен в 1991 г., с 2000 г. снова полностью запрещён, за исключением контрольного лова Хабаровским филиалом ФГБНУ «Тихоокеанский научно-исследовательский рыбохозяйственный центр». Российский вылов калуги в 1995 г. составлял 100 т, в 1996 г. — 81 т. В небольших масштабах осуществляется выпуск молоди рыборазводными заводами России и Китая.
Несмотря на длительный запрет вылова и выпуск молоди в советской (ныне российской) части бассейна Амура, из-за браконьерского пресса и загрязнения Амура запасы калуги не восстанавливаются, с 2004 года отмечено снижение её численности. Научно-исследовательский лов рыбы производится в Амуре и лимане, объём вылова в 2006 году составил 13,5 тонн, объём незаконного вылова в России и промыслового лова в китайской части Амура, по экспертным оценкам, достигает нескольких сот тонн. В настоящее время, основным способом поддержания популяции калуги является её искусственное воспроизводство и выпуск молоди.
Молодая калуга нагуливается в Амурском лимане и Татарском проливе. Несмотря на запреты, местное население северного побережья Сахалина и материковой части Татарского пролива производит незаконный отлов краснокнижной рыбы ставными сетями. Средний размер добываемой калуги составляет до 30 килограммов.

### Научное и практическое значение сохранения вида
Представляет научный и практический интерес как эндемик бассейна Амура, относится к особо ценным биоресурсам. Интересен также феномен протяженной морской миграции у вида, ведущего в целом пресноводный образ жизни, но способного успешно адаптироваться к обитанию в несвойственной ему морской среде.